# Félix Lancís Sánchez
Félix Lancís Sánchez (ur. 1900, zm. 1976) – kubański polityk związany z Kubańską Partią Rewolucyjną (Autentyczną), w latach 1944–1945 oraz 1950–1951 premier Kuby.

## Życiorys
Urodził się w 1900 roku.
Swoją karierę polityczną związał z Kubańską Partią Rewolucyjną (Autentyczną).
Sprawował urząd premiera Kuby od 10 października 1944, kiedy to zastąpił na stanowisku Anselmo Alliegro, przez rok do 13 października 1945. Jego następcą został Carlos Prío Socarrás. Ponownie objął urząd premiera 6 października 1950 zastępując Manuela Antonio de Varonę. Pozostał na stanowisku do 1 października 1951 kiedy nowym premierem został Óscar B. Gans.
Zmarł w 1976 roku.